# آندری آتاناسوف
آندری آتاناسوف (بلغاری: Андрей Атанасов؛ زادهٔ ۹ آوریل ۱۹۸۷) بازیکن فوتبال اهل بلغارستان است.
از باشگاه‌هایی که در آن بازی کرده است می‌توان به باشگاه فوتبال لوکوموتیو صوفیه و باشگاه فوتبال اورارتو اشاره کرد.